# Dünnschalige Nussmuschel
Die Dünnschalige Nussmuschel (Ennucula tenuis) ist eine Muschel-Art aus der Familie der Nussmuscheln (Nuculidae).

## Merkmale
Das gleichklappige, mäßig aufgeblähte Gehäuse wird bis etwa 1,3 cm lang, es ist annähernd dreieckig bis leicht elliptisch oder eiförmig. Es ist etwas länger als hoch, die Höhe beträgt etwa 75 % der Länge. Der leicht angeschwollene Wirbel liegt hinter der Mitte, gemessen an der Gesamtlänge des Dorsalrandes ungefähr ein Fünftel vom Hinterende entfernt. Der vordere Dorsalrand ist sehr lang, fällt mäßig steil ab und ist leicht konvex gewölbt. Der hintere Dorsalrand ist fast gerade, nur sehr leicht konvex gewölbt und fällt steil ab. Der Übergang vom hinteren Dorsalrand zum Ventralrand ist deutlich gewinkelt, der Übergang vom vorderen Dorsalrand ist dagegen flach gerundet. Der Ventralrand ist mäßig tief konvex gewölbt. Der Innenrand der beiden Klappen ist nicht gezähnelt. Die lanzettförmige Lunula ist vergleichsweise lang mit undeutlich begrenzten Rändern. Die länglich-herzförmige Area ist etwas erhaben, die Ränder sind jedoch ebenfalls undeutlich begrenzt.
Das Schloss bzw. die Schlossleiste ist breit und gewinkelt (über 90°). Die gleichartigen Zähnchen sind vergleichsweise lang und zugespitzt. Im Abschnitt vor dem Wirbel stehen 16 bis 18 Zähnchen, im Abschnitt hinter dem Wirbel 8 bis 10 Zähnchen. Das interne Ligament ist opistodetisch und dreieckig geformt. Es sitzt auf einem gut entwickelten Resilifer. Ein dünnes und kaum sichtbares Ligament liegt auch extern und vor den Wirbeln. Die Zähnchen reichen über die Spitze des Resilifer hinaus.
Die Schale ist vergleichsweise dünn, daher auch der Name, aber nicht zerbrechlich, und olivgrün oder bläulichgrün gefärbt. Sie besteht aus Perlmutt. Die Oberfläche weist feine, dicht stehende, etwas unregelmäßige Anwachsstreifen auf. Eingeschaltet sind auch einige, etwas gröbere konzentrische Linien, die als Wachstumsunterbrechungen zu deuten sind. Das Periostracum ist grünlichgelb, gelblich, graugelb, bräunlichgelb bis bräunlich gefärbt, die Oberfläche ist glänzend. Gelegentlich kommen auch etwas dunklere konzentrische Bänder vor. Auch der Rand ist oft etwas dunkler.
Die Mantellinie ist ganzrandig ohne Einbuchtung. Die beiden Schließmuskel sind eiförmig und annähernd gleich groß. Die Eindrücke der Muskeln auf der Innenseite der Schale sind aber nicht besonders deutlich ausgeprägt.

## Geographische Verbreitung und Lebensraum
Die Dünnschalige Nussmuschel hat eine zirkumpolare Verbreitung. Im östlichen Atlantik kommt sie von der Arktis bis etwa Marokko vor, im westlichen Atlantik bis etwa auf die Höhe von Maryland. Im Pazifischen Ozean reicht das Verbreitungsgebiet an der amerikanischen Westküste bis in den südlichen Golf von Kalifornien auf Höhe des 22. Breitengrades (nördlich der Marias-Inseln), an der asiatischen Pazifikküste bis Japan (Honshu). Sie dringt auch in das Mittelmeer, in die Nordsee und in die westliche Ostsee vor.
Sie lebt auf Schlamm- und Feinsandböden von etwa 10 bis 700 Meter Wassertiefe, in der Arktis bis 2.200 Meter (Nordsieck).

## Taxonomie
Das Taxon wurde 1808 von George Montagu als Arca tenuis erstmals beschrieben. In älteren Publikationen ist sie in den Kombinationen Nucula tenuis und Nuculoma tenuis zu finden. Sie wird heute zur Gattung Ennucula Iredale, 1931 gestellt.

## Belege